# Arnold-Vermutung
In der Mathematik gilt die Arnold-Vermutung als das zentrale Problem der symplektischen Topologie. Sie besagt, dass ein Hamiltonscher Symplektomorphismus (d. h. die Zeit-1-Abbildung eines  Hamiltonschen Flusses auf einer symplektischen Mannigfaltigkeit {\displaystyle (M,\omega )}) mindestens {\displaystyle \textstyle \sum _{i=0}^{\dim M}\dim H_{i}(M;\mathbb {Z} /2\mathbb {Z} )} Fixpunkte hat (falls alle Fixpunkte nicht-ausgeartet sind, was generisch der Fall ist). Die Vermutung wurde von Wladimir Arnold zunächst 1965 für {\displaystyle 2n}-dimensionale Tori und 1974 in ihrer Allgemeinheit aufgestellt.

## Beispiele
Eine volumenerhaltende Abbildung der Sphäre hat mindestens zwei Fixpunkte, was 1972 von Nikishin bewiesen wurde. Eine volumenerhaltende Abbildung des {\displaystyle 2}-Torus hat mindestens vier Fixpunkte, woraus der Satz von Poincaré-Birkhoff folgt. Eliashberg bewies 1979, dass eine volumenerhaltende Abbildung einer Fläche vom Geschlecht {\displaystyle g} mindestens {\displaystyle 2g+2} Fixpunkte hat.
Der ursprünglich von Arnold betrachtete Fall des {\displaystyle 2n}-Torus, auf dem jeder Zeit-1-Abbildung eines Hamiltonschen Flusses {\displaystyle 2^{2n}} Fixpunkte haben soll, wurde 1983 von Conley und Zehnder bewiesen.

## Floer-Homologie
Die Fixpunkte einer Abbildung {\displaystyle f\colon M\to M} entsprechen den Schnittpunkten des Funktionsgraphen mit der Diagonalen in {\displaystyle M\times M}. Im Fall eines Symplektomorphismus ist der Funktionsgraph ebenso wie die Diagonale eine Lagrangesche Untermannigfaltigkeit in der symplektischen Mannigfaltigkeit {\displaystyle M\times M}. Man sucht also eine untere Schranke für die Anzahl der Schnittpunkte zweier Lagrangescher Untermannigfaltigkeiten.
Der Ansatz zum Beweis der Arnold-Vermutung ist, einen Kettenkomplex zu definieren, dessen {\displaystyle k}-Ketten für {\displaystyle k=0,\ldots ,\dim(M)} jeweils die von den Schnittpunkten mit Maslov-Index {\displaystyle k} formal erzeugten Vektorräume sind und dessen Homologie mit der singulären Homologie von {\displaystyle M} übereinstimmen. Daraus folgt die Arnold-Vermutung, weil offensichtlich die Dimension der Homologie nicht größer sein kann als die Dimension des Kettenkomplexes.
Die Idee ist im Wesentlichen, den Randoperator dieses Kettenkomplexes durch Zählen der die beiden Schnittpunkte verbindenden pseudoholomorphen Kurven zu definieren. Damit diese Anzahl endlich ist, benötigt man einen Kompaktheitssatz für pseudoholomorphe Kurven. Weiterhin benötigt man Verklebeformeln für pseudoholomorphe Kurven, damit der Randoperator {\displaystyle d} die Bedingung {\displaystyle d^{2}=0} erfüllt und man also die Floer-Homologie durch {\displaystyle Kern(d)/Bild(d)} definieren kann.
Andreas Floer bewies die Existenz der Floer-Homologie und ihre Isomorphie zur singulären Homologie für symplektische Mannigfaltigkeiten mit verschwindender zweiter Homotopiegruppe (als Anwendung von Gromovs Kompaktheitssatz) und allgemeiner für monotone symplektische Mannigfaltigkeiten. In der Folge wurde die Arnold-Vermutung unter immer schwächeren Voraussetzungen bewiesen, bis schließlich Fukaya, Oh, Ohta und Ono (mit einer modifizierten Form der Floer-Homologie) der allgemeine Beweis gelang.